# 渕上貞雄
渕上 貞雄（ふちがみ さだお、1937年3月19日 - 2023年10月13日）は、日本の政治家、労働運動家。位階は正四位。
西鉄労組書記長から私鉄九州地連委員長を務めた後、参議院議員（4期）、社会民主党幹事長（第3代）、社会民主党副党首、社会民主党選挙対策委員長などを歴任。

## 経歴
- 1937年 - 福岡県田川市に生まれる。
- 1957年 - 西日本鉄道株式会社入社。

その後、西鉄労組へ加入し、書記長となった。そこから私鉄総連の地方幹部(私鉄九州地連委員長)になった。

### 政界入り
- 1989年 - 参議院福岡県選挙区の補選で初当選。
- 1992年 - 参議院比例区で再選。
- 1998年 - 参議院比例区で3選。
- 2001年 - 朝銀東京信用組合の融資不正流用事件で同じく社民党所属の金子哲夫衆議院議員、朝鮮総連の副議長らと共に警察庁へ抗議文を提出した。 (金子哲夫#北朝鮮関係)
- 2004年 - 参議院比例区で4選。
- 2009年 - 私鉄総連が今後の選挙では社民党を支援せず民主党を支援することを決定。
- 2010年 - 政界引退。これに伴い、日本社会党に在籍した経験のある社民党の国会議員は全員姿を消した（立憲民主党には赤松広隆などが旧社会党系のグループの一員として残っていたが、2022年の参院選を持って国会議員として社会党所属歴がある現職の議員は姿を消した）。旭日重光章受章[2]。
- 2016年 - 私鉄総連を離脱[要出典]。
- 2018年7月 - 社民党福岡県連第16回定期大会で県連代表を退任[3]。
- 2023年10月13日 - 尿管がんのため、福岡県久留米市の病院で死去[4][5]。86歳没。死没日付をもって、正四位に叙された[6]。